# Politesse
 (août 2017).
Si vous disposez d'ouvrages ou d'articles de référence ou si vous connaissez des sites web de qualité traitant du thème abordé ici, merci de compléter l'article en donnant les références utiles à sa vérifiabilité et en les liant à la section « Notes et références ».
 (août 2017).

Politesse, phénakistiscope de 1833.

La politesse, du latin politus qui signifie uni, lisse, brillant, regroupe un ensemble de comportements sociaux entre les individus visant à exprimer la reconnaissance d'autrui et à être traité en tant que personne ayant des sentiments. Chaque culture a des règles différentes de politesse. Par son caractère systématique commun aux autres lois, la politesse achoppe parfois sur des cas particuliers inappropriés, la faisant dévier de son but originel. La politesse est un mode de communication : elle ne concerne que la forme employée, contrairement au respect, qui concernerait le fond du message communiqué.
La politesse s'exprime par l'utilisation de certaines formules et par des attitudes spécifiques.

## Définition

### Origines et finalités
La politesse peut se définir comme un code, un ensemble de règles acquises par l'éducation.
Elle peut comporter une double finalité :
- faciliter les rapports sociaux en permettant à ceux qui en usent d'avoir des échanges respectueux et équilibrés ; situer socialement les individus les uns par rapport aux autres : on ne parle pas de la même manière à son conjoint / sa conjointe, à ses enfants ou à son patron. De cette manière, les mots que l'on emploie servent à dire à notre interlocuteur comment nous le considérons.
- faire la démonstration de son éducation et de son savoir-vivre.

Au cours des siècles, certaines règles de politesse se sont figées alors que d'autres évoluaient; des auteurs ont formalisé et rassemblé ces règles dans des traités dits « de civilité » (autrefois) ou « de savoir-vivre ».
La politesse faisant beaucoup moins l'objet de formalisation écrite que les lois dans le sens commun, on est en l'absence sinon pauvreté d'indices archéologiques permettant de savoir ce qui a fait émerger la politesse. Il est communément admis qu'elle est née d'une volonté d'une vie en commun plus équilibrée. Des éthologues ont affirmé que la politesse aurait des origines innées de par son caractère inhibiteur-inhibition que d'autres animaux partagent. Il faudrait assister en direct à la naissance d'une règle de politesse s'étendant significativement pour dépasser les considérations théoriques.

### Politesse et savoir-vivre
D'après le lexicographe René Bailly, le « savoir-vivre est le nom que l'on donne à la connaissance des usages du monde et des égards que les personnes se doivent en société. Politesse fait penser surtout à la pratique du savoir-vivre dans la manière d'agir et de s'exprimer ».

#### Politesse et civilité
D'après René Bailly, la civilité est l'affabilité conventionnelle dont fait montre celui qui observe les convenances, les égards en usage chez les gens qui vivent en société : « on doit traiter chacun avec civilité », tandis que la politesse est la civilité qui consiste non seulement à ne rien faire et à ne rien dire qui puisse déplaire aux autres, mais encore à faire et à dire ce qui peut leur plaire : « la politesse est le charme des relations sociales ».
D'après Philippe Raynaud, « deux notions règlent la vie en société au siècle des Lumières : la politesse et la civilité. La civilité est une disposition, certes acquise, mais potentiellement universelle parce qu'elle est un prolongement de la sociabilité humaine… La politesse, elle, est la forme la plus raffinée de la civilité. Elle est ce qui rend les relations non seulement plus faciles, mais plus séduisantes, plus attirantes. Par définition, ce niveau de raffinement supérieur n'est pas universel ; c'est la politesse des Grands. Elle est donc suspectée d'une part d'hypocrisie, donc de corruption morale - c'est, dira Montesquieu, "l'art de se passer des vertus qu'elle imite" - et d'autre part de sublimer les privilèges d'une élite… D'un côté la France, monarchie caractérisée par la fermeture de sa noblesse et l'autorité absolue d'un roi ; de l'autre, l'Angleterre, une "république sous les dehors de la monarchie" (Montesquieu)… D'un côté, la politesse et la galanterie, de l'autre, "l'honnêteté bourgeoise". C'est ainsi que l'analysera le plus fin observateur de cette rivalité, David Hume ».

### Théorie linguistique de la politesse
En linguistique, la théorie de la politesse est utilisée pour rendre compte de nombre de phénomènes linguistiques qui semblent autrement très coûteux et inutiles. Globalement, cette théorie stipule qu'en conversation, il faut généralement protéger l'estime de soi et l'autonomie de soi-même et de son interlocuteur.